# لوسيان دوبوك
لوسيان دوبوك هو قاضي كندي، ولد في 29 نوفمبر 1877 في St. Boniface, Winnipeg ‏ في كندا، وتوفي في 5 مارس 1956 في إدمونتون في كندا.